# Saisie administrative à tiers détenteur
Pour les articles homonymes, voir ATD.
La saisie administrative à tiers détenteur (ou SATD), anciennement nommée l'avis à tiers détenteur (ou ATD) est une procédure d'exécution forcée ouverte par le livre des procédures fiscales à l'administration fiscale française pour recouvrer les sommes dues au Trésor public (impôt sur le revenu, impôts locaux, TVA, impôt sur les bénéfices des sociétés, taxe sur les salaires, amendes et diverses condamnations pécuniaires, frais d'hôpitaux, crèche, cantine, recettes diverses dues aux établissements publics…) ; ces sommes pouvant être destinées à l'État ou à d'autres collectivités publiques (communes, régions, hôpitaux…).

## Acteurs
Cette procédure concerne trois acteurs :
- le Trésor public ou un autre comptable public;
- le Tiers détenteur de ressources (employeur, France Travail, organisme de retraite, organismes sociaux, banque, notaire, locataire, entreprise cliente d'autres entreprises…),
- la personne ou l'entreprise qui est redevable (impôts, amendes, ou autres recettes publiques) à la date limite de paiement sans avoir négocié avec le comptable public des délais de paiement.

## Procédure

### Préalable
Avant de notifier une SATD, le Trésor public (ou un autre comptable public) doit avoir émis préalablement un rôle d'impôt pour les particuliers, un avis de mise en recouvrement pour les entreprises, titres de recettes locales ou hospitalières, relevé d'amendes… 
Cependant, durant un contrôle fiscal où serait découvert un risque d'organisation d'insolvabilité (transfert de fonds sur un compte à l'étranger, donation douteuse…) le fisc peut pratiquer une saisie conservatoire[réf. nécessaire], mais sur ordonnance du juge de l'exécution.
Les documents émis par le Trésor public (ou un autre comptable public) constituent de facto un titre exécutoire au sens de l’article L111-3, 6° du Code des procédures civiles d'exécution, et de l'article L252A du Livre des procédures fiscales. 

Ce dernier article précise : 

«  Constituent des titres exécutoires les arrêtés, états, rôles, avis de mise en recouvrement, titres de perception ou de recettes que l'État, les collectivités territoriales ou les établissements publics dotés d'un comptable public délivrent pour le recouvrement des recettes de toute nature qu'ils sont habilités à recevoir. »

Il n'est donc pas nécessaire d'aller vers un juge afin d'obtenir un titre exécutoire, puisque les documents émis par le comptable public sont des titres exécutoires.
Aucune autorisation judiciaire préalable n'est ainsi requise pour pratiquer une saisie administrative à tiers détenteur (SATD).
Le passage devant le juge est cependant requis si le tiers détenteur saisi est défaillant (refuse de payer ou ne répond pas) comme l"a précisé la Cour de cassation dans son avis du 7 mars 1997.
Dans les litiges d'ordre privé (autres que Trésor public ou comptable public), la saisie des rémunérations est mise en oeuvre à compter du 1er juillet 2025 par un commissaire de justice qui délivre un commandement de payer en présence d'un titre exécutoire.

### Application
la SATD permet de saisir soit une créance d'un tiers (la partie saisissable d'un salaire, d'une allocation chômage, d'une pension de retraite, d'un revenu de remplacement ou le loyer dû par un locataire, des créances sur les clients d'une entreprise, le prix de vente d'un fonds de commerce ou d'un immeuble en l'absence de créanciers hypothécaires…) ou directement le solde positif d'un compte bancaire (sous réserve de la remise à disposition du solde bancaire insaisissable) afin de solder les produits dus par le contribuable.
Il n'existe pas de seuil minimum pour un SATD. Lorsqu'elle est lancée la SATD intégrera l'intégralité des sommes dues par le contribuable (impôts, majorations pour non-paiement en temps et heure, amendes majorées, cantine, etc.). Une SATD ne peut avoir lieu qu'à expiration d'un délai de trente jours minimums suivant l'envoi d'une mise en demeure de payer. Cette mise en demeure ne peut être adressée qu'après l'expiration de la date limite de paiement.

#### SATD auprès d'un tiers
Une saisie administrative à tiers détenteur peut être pratiquée sur une créance à exécution successive (salaire, revenu de remplacement, pension de retraite, loyer…). Elle sera opérante jusqu'au règlement total de la dette du contribuable sans limitation dans le temps et n'aura pas à être renouvelée chaque mois.
Certains revenus sont insaisissables (minima sociaux).
Certains revenus ne sont que saisissables partiellement : par exemple, les salaires, indemnités pôle emploi, retraites, sont insaisissables jusqu'à 328,33 € mensuels, ne sont saisissables que pour un vingtième entre 328,33 € et 640,83 €, etc. En outre, il est obligatoire de laisser à la disposition du débiteur au minimum le montant du solde bancaire insaisissable, c'est-à-dire une somme au moins égale à 598,54 €. Chaque mois l'employeur calcule la somme saisissable et verse le montant au Trésor Public, et le solde insaisissable à son salarié.
Certains revenus tels que les loyers ou les créances sur l'administration sont eux saisissables en intégralité.
Dans le cas où le tiers ne respecte pas la décision de saisie, il peut être considéré personnellement comme débiteur, et tenu de rembourser la dette du tiers.
Aucuns frais ne peuvent être appliqués par le tiers détenteur.

#### SATD auprès d'une banque
Une saisie administrative peut également être pratiquée auprès d'une banque.
Il s'agit d'une procédure financièrement et psychologiquement marquante pour le débiteur, car elle entraîne sans avertissement le blocage immédiat et pour quinze jours de l'intégralité des comptes bancaires et pour l'intégralité de leur montant (sauf le solde insaisissable de 598,54 €).
Une dérogation est prévue lorsque le solde est inférieur à 2 000 euros.
Dans ce cas, l'argent sera bloqué à hauteur du montant de la saisie seulement.
Une saisie administrative à tiers détenteur adressée à une banque a un effet immédiatement sur tous les comptes bancaires appartenant au contribuable (comptes courant, livret A, livret bleu, livret de développement durable, comptes à terme, livrets bancaires, plan et compte d'épargne logement…) détenus dans l'agence.
La seule exception demeure le compte-titre qui sera saisissable uniquement par la procédure de la saisie des valeurs mobilières et droits d'associés et qui nécessitera l'intervention d'un huissier.
Dès réception de la SATD, l'établissement bancaire doit obligatoirement procéder au blocage immédiat et total pendant 15 jours de l'ensemble des comptes détenus par le redevable dans l'agence. Ce blocage permet de dénouer les opérations débitrices et créditrices antérieures à la SATD dans le but de calculer le solde définitif.
Durant ce délai, le compte ne fonctionne qu'en crédit, tout paiement par carte ou retrait d'espèces est impossible. Ce blocage est exercé sur l'ensemble des comptes.
Toutefois la banque doit laisser à disposition du débiteur les sommes insaisissables, avec dans tous les cas un minimum fixé à 598,54 €,
À l'issue des quinze jours de blocage, la somme à régler est « mise en réserve », le surplus redevenant disponible s'il existe. Les sommes saisies sont effectivement versées à l'expiration du délai d'un mois.
Les créances insaisissables versées sur un compte demeurent insaisissables, mais le titulaire doit en demander la remise à disposition en présentant des justificatifs à la banque (par exemple, un relevé de paiement d'allocations familiales). La banque remet à disposition ces sommes, mais en imputant sur leur montant le solde bancaire insaisissable.
Contrairement au SATD auprès d'un tiers, la SATD sur un compte bancaire fera l'objet de frais de gestion de 10 % du montant à saisir (plafonnés à 100 €) décomptés par la banque et qui resteront à la charge définitive du titulaire du compte. La banque appliquera systématiquement ces frais de gestion, même si la saisie ne peut avoir lieu du fait de l'insuffisance de fonds.

### Paiement de la dette
Le paiement au comptable public libère juridiquement le tiers détenteur de sa dette envers le contribuable (le paiement de la dette peut se matérialiser par la demande d'une quittance au comptable public) ; mais, ce paiement n'est pas interruptif de prescription car n'étant pas fait par le contribuable, il n'est pas considéré comme valant reconnaissance de dette.
Il est possible pour le contribuable d'obtenir la fin immédiate (une « mainlevée ») de l'avis à tiers détenteur en payant sa dette totale auprès du comptable public, mais uniquement par un moyen de paiement sécurisé (carte bancaire dans la limite de 300 euros, virement en provenance d'une autre banque, chèque de banque dans la limite de 300 €…). Il n'est plus possible de négocier des délais de paiement à ce stade.

### Contestation éventuelle de la SATD
La procédure de SATD est indépendante d'une éventuelle contestation de l'existence de la dette. Par exemple un contribuable qui conteste le montant d'un impôt peut faire une réclamation auprès de l'autorité l'ayant émis mais cette réclamation ne bloquera nullement une procédure de SATD déjà lancée : la SATD ira à son terme (sauf le cas exceptionnel où la décision en faveur du contribuable serait prise avant la fin de la saisie, un cas rare dans la pratique) et en cas d'acceptation de la réclamation, les sommes seront remboursées ultérieurement par le Trésor public.
L'administration précise en ce sens qu'une réclamation n'est jamais suspensive de paiement et qu'un contribuable doit payer le montant réclamé et sera éventuellement remboursé par la suite (lors d'une réclamation il peut toutefois demander un sursis de paiement, mais il doit alors fournir des garanties pour tout litige supérieur à 4 500 € et en tous les cas cette demande doit avoir été exercée avant le début de la saisie administrative à tiers détenteur).
Sur l’éventuelle non réception des avis, toute personne utilisatrice d'un service public (hôpital, crèche…) est censée savoir que la prestation nécessitera un règlement ultérieur. De même, tout contribuable est censé savoir qu'il recevra un solde d'impôt sur le revenu en septembre, de taxe foncière en octobre ou de taxe d’habitation en novembre, et doit prendre contact avec son service gestionnaire en cas de non réception. En conséquence, l'administration a le droit de pratiquer une saisie administrative à tiers détenteur sans avoir à envoyer de courrier de rappel (dans la pratique une relance est adressée, mais en courrier simple).

### Solidarité de paiement
Un reste à payer peut être poursuivi indifféremment contre n'importe quel titulaire de l'avis d'imposition/amende/facture. Tous les titulaires de l'avis (le rôle) sont soumis à la solidarité de paiement.
Notamment un impôt sur le revenu, au nom de monsieur/madame peut être poursuivi indifféremment chez les deux, quel que soit le régime matrimonial ; pour la taxe d'habitation, toutes les personnes figurant sur l'avis peuvent être indifféremment poursuivies, et pour l'intégralité du montant, quels que soient leurs revenus (principe de solidarité).
De par le droit civil, les époux non mariés sous le régime de la séparation de biens sont solidaires des sommes publiques de l'un ou de l'autre (un époux sous le régime de la communauté réduite aux acquêts reste solidaire du paiement de la taxe d'habitation d'une propriété familiale de son épouse).
Une exception concerne la taxe foncière : la solidarité est limitée à la quote-part de propriété du bien, et il n'existe pas de solidarité entre époux.
Certaines exceptions sont également prévues : ainsi les associés d'une SCI débitrice peuvent être poursuivis automatiquement pour leur quote-part dans la société et sans autre procédure ; ou les propriétaires peuvent être tenus au paiement de la TH de leur locataire, s'ils n'ont pas signalé le déménagement de ceux-ci.

### Précisions
Le SATD n'est possible qu'à l’expiration d'un délai de trente jours après une relance ou une mise en demeure. Celle-ci ne pouvant avoir lieu qu'à l'expiration du délai légal de paiement.
Mais il est permis à l'administration, s'il est prouvé un risque d'organisation d'insolvabilité (départ précipité durant un contrôle fiscal, transfert de fonds sur des comptes bancaires étrangers, mise en faillite de l'entreprise, vente des biens, etc.) de prendre des mesures conservatoires avant la mise en recouvrement de la recette pour garantir au mieux les intérêts du Trésor public, mais sur autorisation spéciale du juge de l'exécution (puisqu'il n'existe pas encore de titre exécutoire à ce stade).
Les SATD employeurs et bancaires représentent environ 90 % des procédures du recouvrement forcé, 96 % avec les autres saisies (locataires, client, notaires…), les saisies-ventes la moitié du reste. D'autres procédures de droit commun, prévues par le code des procédures civiles d'exécution, existent : la saisie-vente de biens meubles corporels, véhicules ou actifs financier par huissier, l'hypothèque légale du trésor (lors de la vente d'un bien immobilier, le notaire reversera l'argent au Trésor avant le vendeur), la saisie immobilière (cette fois la vente est forcée), l’assignation en liquidation judiciaire, la mise en cause de dirigeant, l'opposition au transfert de certificat d'immatriculation (réservé aux amendes), la saisie de récoltes, de navires, de biens placés dans un coffre-fort, de véhicules suite à immobilisation par un sabot… ou par d'autres codes, comme la saisie d'aéronef…

## Anciennes procédures publiques de recouvrement
Jusqu'en 2018, la procédure se nommait « Avis à tiers détenteur » pour les impôts. Des procédures similaires avec des effets identiques existaient pour le recouvrement des autres recettes publiques : opposition à tiers détenteur pour les recettes des collectivités publiques locales (cantine, crèche, eau, hôpital…), opposition administrative pour les amendes, saisie à tiers détenteur pour des recettes diverses.
Une réforme tendant à l'unification de toutes ces procédures sous le nom de « saisie administrative à tiers détenteur » (SATD) a été appliquée à partir du 1er janvier 2019.
Cette réforme fait apparaître quelques évolutions : sous peine de sanctions pécuniaires, le tiers saisi a une obligation de répondre au comptable ; l'argent saisi doit être versé dans un délai de 30 jours au lieu de 60 ; les frais bancaires sont plafonnés dans une double limite de 10 % des sommes dues au Trésor public et de 100 euros ; par mesure d'efficacité, toutes les SATD envoyées aux banques seront désormais dématérialisées progressivement.

## Sources
- Livre des procédures fiscales : (anciens) articles L 262 et L 263 pour l'avis à tiers détenteur ; article L 262 pour la saisie administrative à tiers détenteur.
- Livre V du Code des procédures civiles d'exécution pour les mesures conservatoires.
- Site bofip-impots.gouv.fr /avis à tiers détenteur.